# SIMPLE
En informática, SIMPLE (Session Initiation Protocol for Instant Messaging and Presence Leveraging Extensions) es un protocolo de mensajería instantánea. Como XMPP, y en oposición a la mayoría de los programas de mensajería instantánea de hoy en día, SIMPLE es un estándar abierto.
SIMPLE aplica SIP a los siguientes problemas:
- Registrar la información de presencia y recibir notificaciones cuando ocurran eventos, por ejemplo cuando un usuario inicia sesión o se va a comer.
- Dirigir una sesión de mensajes en tiempo real entre dos o más participantes.

SIMPLE estaba en desarrollo en 2003 por el IETF, gracias al grupo de trabajo. Algunas partes han sido estandarizadas, por ejemplo RFC 3428. Otras partes, en concreto las sesiones de mensajería instantánea, están todavía debatiéndose. Sin embargo muchas implementaciones están ya disponibles, destacando la incluida en Microsoft MSN Messenger.
SIMPLE no es el único protocolo de mensajería instantánea que está siendo desarrollado por el IETF. XMPP, es su competidor. En la actualidad parece que se ha optado por apoyar XMPP.